# Rubicundiella deuteromelas
Rubicundiella deuteromelas är en stekelart som beskrevs av Heinrich 1961. Rubicundiella deuteromelas ingår i släktet Rubicundiella och familjen brokparasitsteklar. Inga underarter finns listade i Catalogue of Life.